# Vierde Kruistocht

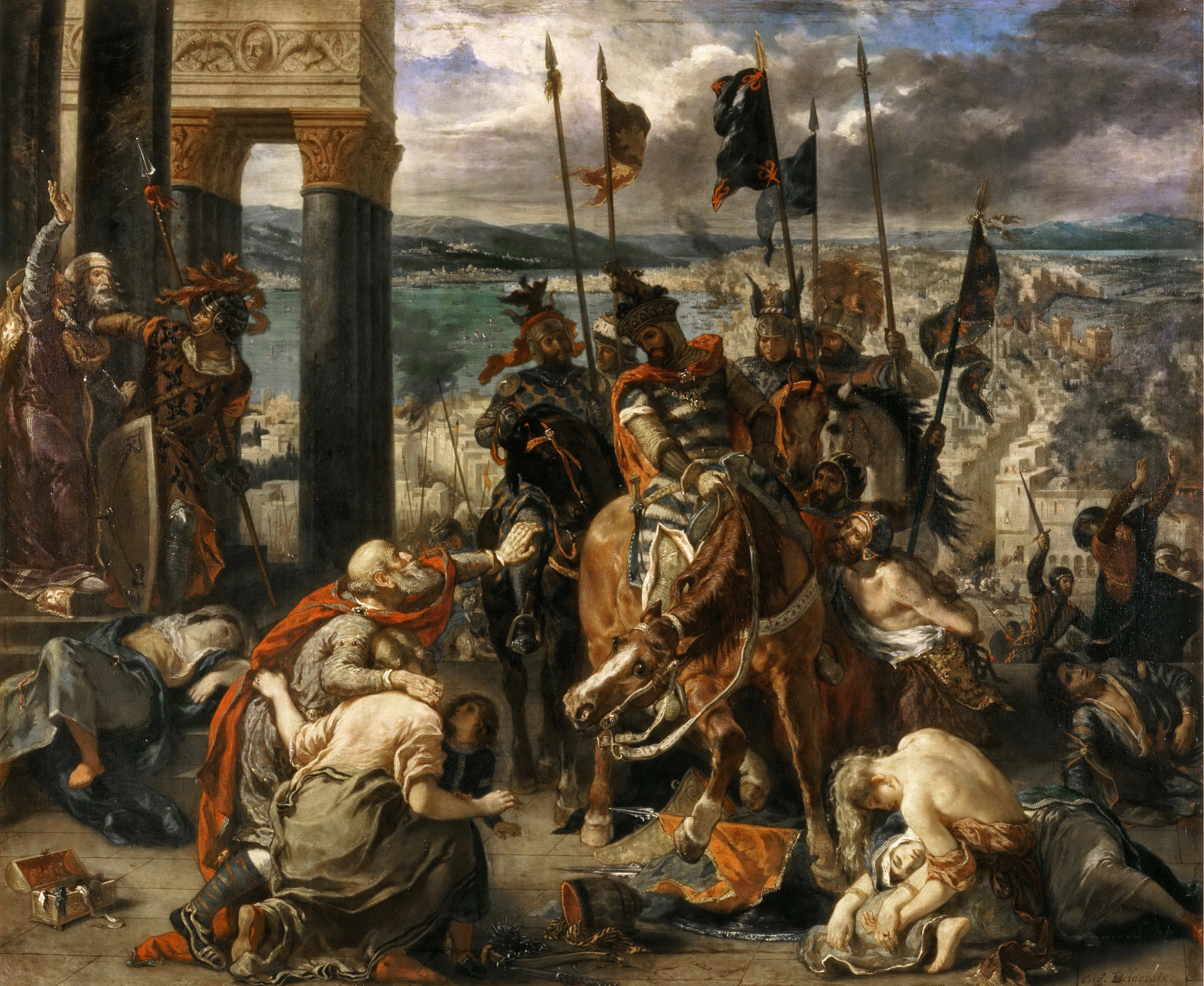
De inname van Constantinopel door de kruisvaarders, Eugène Delacroix, 1840

De Vierde Kruistocht (1202-1204) was een door de katholieke kerk en Europese vorsten georganiseerde militaire expeditie, oorspronkelijk om het door moslims gecontroleerde Jeruzalem te heroveren door middel van een invasie via Egypte. In plaats daarvan veroverde het kruisvaardersleger uit West-Europa de christelijke (oosters-orthodoxe) stad Constantinopel, de hoofdstad van het Byzantijnse Rijk, in april 1204. Dit wordt gezien als een van de laatste gebeurtenissen in het Oosters Schisma tussen de oosters-orthodoxe kerken en de Rooms-Katholieke Kerk.
De kruisvaarders stichtten het Latijnse Keizerrijk en andere "Latijnse" staten in het Byzantijnse grondgebied dat ze veroverd hadden.

## Achtergrond
Na het mislukken van de Derde Kruistocht (1189-1192) was er maar weinig interesse vanuit Europa voor een nieuwe kruistocht tegen het door moslims bezette Heilig Land. Jeruzalem werd nu geregeerd door de Ajjoebiden, die ook de gebieden van Syrië en Egypte bezaten. Alleen enkele kuststeden waren nog in handen van het koninkrijk Jeruzalem, waarvan Akko nu de hoofdstad was. De Derde Kruistocht bracht wel een nieuwe kruisvaardersstaat op, het koninkrijk Cyprus.
Paus Innocentius III werd verkozen in 1198 en predikte een nieuwe kruistocht. Zijn oproep werd genegeerd door de meeste edelen in Europa: de Duitsers hadden strubbelingen met de politieke macht in de kerk en Engeland en Frankrijk waren nog steeds in oorlog met elkaar. Na een preek van Fulco van Neuilly, werd uiteindelijk wel een organisatie opgericht voor een kruistocht door Theobald III van Champagne in 1199, tijdens een toernooi te Ecry. Theobald werd ook tot leider van de Vierde Kruistocht benoemd, maar hij overleed in 1200 en werd vervangen door Bonifatius I van Monferrato. Er werden vervolgens vertrouwelingen gestuurd om in de havensteden Genua, Venetië en wat andere plaatsen te onderhandelen over een overzet- of transportverdrag om zo te worden verscheept naar Egypte. Genua was niet geïnteresseerd, maar Venetië ging in maart 1201 overstag en zegde toe om circa 33.500 kruisvaarders te verschepen. Deze overeenkomst vereiste een jaar van voorbereiding enerzijds voor het aanbouwen van meerdere schepen en anderzijds voor het trainen van scheepslui om de kruisvaarders over te zetten. Ondertussen werd verdergegaan met rekrutering en werd er een leger van 4.500 ruiters, 9.000 schildknapen en 20.000 infanteristen verwacht.
Het grote gedeelte van het kruisvaardersleger dat in 1201 uit Venetië vertrok kwam uit de diverse gebieden vanuit Frankrijk zoals Blois, Champagne, Amiens, Saint-Pol en Bourgondië.

## Samengevat
De kruistocht werd door de Venetiaanse doge, Enrico Dandolo, volledig voor economische en politieke doeleinden benut. Een van de belangrijkste gevolgen van de vestiging van de westerse staatjes in het Oosten was geweest dat de Italiaanse zeemogendheden Venetië, Genua en Pisa er op economisch vlak wel bij voeren door de oprichting van handelskantoren die een bloeiende specerijenhandel onderhielden.
De Vierde Kruistocht, op initiatief van paus Innocentius III, stond onder leiding van Bonifatius van Montferrat, Simon IV van Montfort, de Villehardouins en Boudewijn IX, graaf van Vlaanderen en Henegouwen. Zij veroverden voor Venetië de stad Zara in Dalmatië en gingen in op de voorstellen van een Byzantijnse pretendent om zich te mengen in de troonopvolging te Constantinopel. De kruisvaarders veroverden de stad op 12 april 1204 en verkozen Boudewijn IX tot eerste keizer van het Latijnse Keizerrijk, dat tot 1261 zou standhouden.
Venetië verkreeg ontzaglijke handelsvoordelen en tevens de hegemonie over de Middellandse Zee. Aan de herovering van Jeruzalem dacht men helemaal niet meer. Hoewel in 1261 het Byzantijnse gezag in Constantinopel hersteld werd, was wat er resteerde van het rijk uiteengevallen in een aantal elkaar beconcurrerende vorstendommen. De eenheid zou nooit meer geheel hersteld worden en de onenigheid betekende het begin van het einde voor Byzantium. Ook voor de kruisvaardersstaten was de verzwakking van Byzantium een teken aan de wand. Hoezeer zij ook de Grieken haatten en wantrouwden, hun eigen voortbestaan was niet mogelijk zonder een sterk Byzantium. De Vierde Kruistocht sneed daarmee diep in eigen vlees.

## 1202, vertrek vanuit Venetië
Als de kruisvaarders in het voorjaar van 1202 in Venetië arriveren, blijkt het aantal kruisvaarders van 33.500 niet gehaald te zijn en moet men genoegen nemen met de helft van het genoemde aantal. Wel vertrekken er nog meerdere kruisvaarders uit andere havens, zoals Genua en Marseille. Ook aan de afgesproken afbetaling van 160.000 zilvermarken kan niet worden voldaan, er wordt enkel een betaling gedaan van 85.000 zilvermarken. De doge Enrico Dandolo kon hier geen genoegen mee nemen, maar enkele dagen later bij een kerkelijke ceremonie kwam hij met een voorstel dat de kruisvaarders hun overige schuld konden aflossen als ze de havenstad Zara konden heroveren op de Kroaten en haar weer in handen zouden geven van de republiek Venetië.

### Aanval op Zara
De republiek Venetië nam een groot risico om de kruisvaarders te verschepen, want de helft van de bevolking was bezig om de kruisvaarders over te zetten en dat ging ten koste van de economische bloei. De aanval op Zara duurde van 10 november tot 23 november. De havenstad werd benaderd door 50 voedingstransportboten, 100 paardengaleien en 60 oorlogsschepen, elk gevuld met circa 600 kruisvaarders. De stad Zara werd in dertien dagen tijd aan puin geschoten door 15 katapulten, waarna de kruisvaarders zonder grote problemen de stad konden innemen.

### Bedreiging richting de Byzantijnen
Ondertussen bezocht Bonifatius van Monferrato zijn neef Filips van Zwaben, die in het gezelschap verkeerde van Alexios IV Angelos, die was gevlucht uit het Byzantijnse Rijk wegens een greep naar de troon van zijn vader Isaäk II Angelos. Hij bood 10.000 man voor de kruistocht, een overzetting naar Egypte, plus 500 man om het koninkrijk Jeruzalem te versterken. In ruil daarvoor moest Bonifatius ervoor zorgen dat hij Alexios III Angelos onttroonde en de Grieks-orthodoxe kerk rooms-katholiek maakte in het Byzantijnse Rijk. Bonifatius ging in overleg met de andere kruisvaartleiders en ze kwamen tot de conclusie dat het Byzantijnse Rijk tijdens alle voorgaande kruistochten al een vijandige houding had ten opzichte van de westerlingen. Vanuit Zara trok de hele vloot naar Korfoe en hield zich daar enige tijd op. Ook de Venetianen hadden tegenslagen gekend onder het bewind van de Byzantijnen en bleven de kruisvaarders ondersteunen. Vanuit Korfoe vertrok de gehele vloot naar Constantinopel, waar 300 belegeringstorens en katapulten in stelling werden gebracht om de stad onder vuur te nemen.

### 1203, een nieuwe keizer in Constantinopel
Om de stad te bereiken moesten de kruisvaarders de Gouden Hoorn over varen, wat werd gedaan door 200 schepen en galeien. Keizer Alexius III had zijn leger langs de noordelijke oever opgesteld om de invallers af te weren. Uiteindelijk konden enkele paardentransporten de oever bereiken en stormden de ridders te paard het land op, waardoor de Byzantijnse infanteristen naar de zuidelijke oever moesten vluchten. De kruisvaarders achtervolgden tot aan de toren van Galata; de Byzantijnen leken de overhand te krijgen, maar nadat ze hergroepeerden konden de kruisvaarders hen naar binnen volgen en werd de toren in enkele uren  ingenomen, zodat ook de Venetianen met hun vloot de stad in konden varen.
Op 11 juli stationeerden de kruisvaarders zich nabij paleis Blachernae in het noordwestelijk kwartier van de stad en namen daar positie in. Het beleg van de stad werd ingezet op 17 juli, waarbij vier divisies de muren aan de landzijde aanvielen, terwijl de Venetianen de muren aan de zeezijde onder vuur namen, een sectie van de muur met 25 torens. Bij de stadsmuren wisten de Byzantijnen stand te houden, maar aan de oevers brak er een groot spervuur uit, waarvoor de Byzantijnen moesten vluchten; 120 hectare van de stad werd in de as gelegd. Alexius III nam uiteindelijk het besluit om 17 divisies aan te voeren naar de Sint-Romanuspoort, wat de kruisvaarders in de minderheid zou brengen (8000 man tegenover 3500 kruisvaarders), maar Alexius wist niet door te zetten en het leger trok zich zonder enig gevecht weer terug op de stad. Het resulteerde erin dat de bevolking zich tegen haar keizer Alexius III keerde, waardoor hij moest vluchten. De enorme brand zorgde voor 20.000 daklozen; prins Alexius IV werd op de troon gezet, samen met zijn blinde vader Isaac.

### 1204, de inname van Constantinopel
Alexios IV kon echter zijn beloften aan de kruisvaarders, die verantwoordelijk waren voor het uitbreken van een grote brand, niet waarmaken. In zijn pogingen om eraan te voldoen, joeg hij de bevolking tegen zich in het harnas en uiteindelijk vermoordde een hoveling Alexios IV en besteeg die de troon als Alexios V. De kruisvaarders eisten dat Alexios V de beloften van zijn voorganger inwilligde, maar deze weigerde. De kruisvaarders vielen hierop de stad aan. Er volgden enkele dagen van hevige gevechten, vooral tegen de Varjagen. Alexios V nam de vlucht en Constantijn XI Laskaris werd tot keizer uitgeroepen, maar diezelfde nacht, van 12 april, namen de kruisvaarders Constantinopel in.
Op 12 april 1204 was het weer eindelijk gunstig voor de kruisvaarders. Een sterke noordenwind maakte het de Venetiaanse schepen mogelijk dicht bij de muren te komen. Na korte strijd slaagden ongeveer 70 kruisvaarders erin in de stad door te dringen. Ze sloegen gaten in de muur, waardoor er meer de stad in konden kruipen, en de Venetianen slaagden er ook in, ondanks bittere tegenstand van de Varjagen, over de muren te klimmen. De kruisvaarders namen daarna de Blachernae in in het noordwesten van de stad en van daaruit vielen zij de rest van de stad aan. Zij trachtten daarbij zich opnieuw te verdedigen met een vuurwal, maar daarbij legden ze een nog groter deel van de stad in de as. Deze tweede brand maakte 15.000 mensen dakloos.
Gedurende drie dagen onderwierpen zij de stad aan verschrikkelijke plunderingen. De verliezen aan gebouwen en artefacten uit de Byzantijnse en Romeinse tijd, of nog daarvoor, zijn moeilijk te becijferen. De grootse Bibliotheek van Constantinopel werd verwoest. Maar alle boeken werden gestolen en naar West-Europa gebracht. Alle kennis die het westen verloren had in de oneindige onderlinge oorlogen werd teruggevonden. Alle manuscripten gingen naar kloosters en de kopiisten gingen aan het werk. De basis voor wetenschappelijk West-Europa werd gelegd. Ook de heiligdommen van de stad moesten het ontgelden, ondanks alle gezworen eden en dreigende excommunicatie van de paus, die gepoogd had de inname te voorkomen. Zijn schrijven werd echter onderschept door leden van de clerus die andere plannen hadden.
De buit werd door Godfried van Villehardouin beschreven als de grootste die ooit was behaald in gelijk welke stad sedert het begin der tijden. De totale buit wordt geschat op de fabelachtige som van 900.000 zilvermarken. 150.000 daarvan werden gebruikt om de schuld aan de Venetianen te voldoen. De kruisvaarders kregen maar 50.000, hoewel er nog 100.000 gelijkelijk tussen Venetianen en kruisvaarders verdeeld werden. Waar de overige 500.000 bleven is niet duidelijk; misschien verdonkeremaand door individuele kruisvaarders, misschien zat Godfried er helemaal naast met zijn schatting.